# Escuintla
Escuintla és una ciutat i un dels 337 municipis de Guatemala, i és la capital del departament d'Escuintla. Té una extensió territorial de 332 quilòmetres quadrats i una població de 119.896 habitants, dels quals 58.681 són homes i 60.216 són dones, 86.678 persones viuen a l'àrea urbana i 33.219 a l'àrea rural. Igual que en la resta dels municipis, la seva producció agropecuària està centrada en la producció de canya de sucre, citronela, cotó, blat de moro, frijol i fruites variades. A la regió també es cria bestiar boví i es produeix sucre. Així mateix, es produeix panela i paper.